# Kjell Dahlström
Kjell Gunnar Dahlström, född 9 augusti 1944 i Sankt Ilians församling, Västmanlands län, är en svensk politiker (miljöpartist). Han blev 1985 Miljöpartiets partisekreterare efter Christer von Malmborg. Dahlström avgick som partisekreterare 1999. Han var riksdagsledamot 1988–1991 och var då ordinarie ledamot av bostadsutskottet. Åren 1999–2004 var han generaldirektör för Rikstrafiken och därefter 2004–2009 generaldirektör för SIKA.
Kjell Dahlström är till yrket arkitekt, och tog 1970 arkitektexamen från Lunds tekniska högskola (LTH). Han har en teknologie doktorsexamen från LTH på avhandlingen Dem och Bil – Förslag till grannskapsbildning och hyrbilsystem och var där den som införde begreppet "bilpooler" i Sverige. Han var därefter anställd vid LTH som forskarassistent 1978–1985.
Dahlström var från 1985 till 1999 partisekreterare för Miljöpartiet de Gröna, från 1985 till 1995 med beteckningen kanslisekreterare och senare kanslichef. Under Dahlströms tid på posten skedde organiseringen av Miljöpartiet som under 1980- och 1990-talen fortfarande var ett ungt och i svensk politik relativt nytt parti.
När han tillträdde som generaldirektör för Rikstrafiken 1999 blev han den förste miljöpartisten på en generaldirektörspost.